# GRIN2B
GRIN2B یک زیرواحد گیرنده گلوتاماتی (NMDA (epsilon-2 است. این زیرواحد همچنین به عنوان زیرگروه گیرنده اِن- متیل دی-آسپارتات 2B (NMDAR2B یا NR2B) نیز شناخته می‌شود. جنس این زیرواحد پروتئینی است و در انسان توسط ژن GRIN2B رونویسی می‌شود.

## گیرنده NMDA
گیرنده‌های NMDA یک دسته از گیرنده‌های گلوتامات یونوتروپیک هستند. نشان داده شده است که کانال گیرنده NMDA در تقویت طولانی مدت پیام‌های عصبی نقش دارد و این افزایش وابسته به فعالیت در کارایی انتقال سیناپسی که تصور می‌شود زمینه ساز انواع خاصی از حافظه و یادگیری است. کانال‌های گیرنده NMDA هتروتترامرهایی هستند که از دو زیرواحد اصلی NMDAR1 (GRIN1) و یک یا چند زیرواحد از چهار زیر واحد NMDAR2 تشکیل شده‌اند که ممکن است شامل یکی از زیرواحدهای زیر باشند:
- NMDAR2A (GRIN2A)
- NMDAR2B (GRIN2B)
- NMDAR2C (GRIN2D2D)
- NMDAR2C (GRIN2D2D)

زیرواحد NR2 به عنوان محل اتصال آگونیست‌ها در گیرنده‌های گلوتاماتی، یکی از زیرواحد‌های متعدد در گیرنده‌های حساس به انتقال دهنده عصبی تحریکی غالب در مغز پستانداران هستند.

## عملکرد
NR2B با پلاستیسیته وابسته به سن و تجربه بصری در نئوکورتکس موش‌ها مرتبط است و در آن افزایش نسبت NR2B/NR2A مستقیماً با LTP تحریک‌کننده قوی‌تر در حیوانات جوان، ارتباط خود را نشان می‌دهد. تصور می‌شود که این زیرواحد به اصلاح اطلاعات وابسته به تجربه در بخش‌های مختلف قشر مغز در حال توسعه کمک می‌کند.
موش‌هایی که در آن‌ها ژن سازنده GRIN2B بیشتر بیان می‌شود، عملکرد ذهنی بهتری از خود نشان می‌دهند. موشی با نام دوگی در یک آزمون یادگیری دو برابر بهتر از دیگر موش‌ها عمل کرد.

## فعل و انفعالات
نشان داده شده است که GRIN2B با پروتئین‌های زیر دارای تعامل پروتئین-پروتئین است:
- Actinin, alpha 2,[۹]
- DLG2,[۱۰][۱۱]
- DLG3,[۱۰][۱۱][۱۲][۱۳]
- DLG4,[۱۰][۱۱][۱۲][۱۳][۱۴][۱۵]
- EXOC4,[۱۲]
- LIN7B,[۱۶]
- RICS.[۱۷]